# Condylorrhiza diniasalis
Condylorrhiza diniasalis är en fjärilsart som beskrevs av Walker 1859. Condylorrhiza diniasalis ingår i släktet Condylorrhiza och familjen Crambidae. Inga underarter finns listade i Catalogue of Life.